# 赵婴齐 (春秋)
赵婴齐（？—？），嬴姓，赵氏，名婴齐，因被封在楼，以邑为氏，别为楼氏，又被称为赵婴、楼婴，是赵衰的儿子，赵盾、赵同、赵括的弟弟，母为赵姬。

## 生平

### 邲之战
公元前597年，楚庄王率军围困郑国，晋军救郑，赵婴齐担任中军大夫。六月，晋军和楚军在邲作战，晋军大败，赵婴齐派他的部下预先在黄河准备了船只，所以战败后率先过了河。

### 通奸被逐
公元前587年，赵婴齐与侄媳赵庄姬私通，次年，赵同、赵括将他放逐到齐国。赵婴齐对两位兄长说：“有我在，所以栾氏不敢作乱。我逃亡，两位兄长恐怕就有忧患了。人们各有所能，各有所不能，赦免我又有什么坏处？”赵同、赵括不听。赵婴齐梦见天使对自己说：“祭祀我，我降福给你。”他派人向士贞伯询问其意，士贞伯说不知道。不久士贞伯告诉别人说：“神灵降福给仁爱的人，而降祸给淫乱的人。淫乱而没有受到惩罚，这就是福了。祭祀了，难道无祸？”赵婴齐祭祀了神灵，第二天就逃亡了。
前583年，赵庄姬因为赵婴齐逃亡的缘故，向晋景公诬陷说：“赵同、赵括将要作乱。栾氏、郤氏可以作证。”六月，晋国讨伐赵氏，引发下宫之难。

## 其他
据《史记·赵世家》的记载，赵婴齐死于公元前597年屠岸贾发动的下宫之难。但《史记》的相关记载历代多被诘疑，现代杨秋梅《赵氏孤儿本事考》及郝良真、孙继民的《赵氏孤儿考辩》均认为《史记》记载纯属虚构。

## 家庭
- 趙衰（父親）
- 趙姬（母親，晉文公之女）
- 趙同（同母兄）
- 趙括（同母兄，繼趙盾成為趙氏家主）
- 趙盾（異母兄，趙衰與叔隗所生之子，趙衰去世后成為趙氏家主）
- 趙朔（姪子，趙盾之子，其妻趙莊姬與趙嬰齊私通）